# Collegio elettorale di Roma - Trieste (Senato della Repubblica)
Il collegio Roma - Trieste fu un collegio elettorale uninominale della Repubblica Italiana per l'elezione del Senato della Repubblica. Apparteneva alla Circoscrizione Lazio e fu utilizzato per eleggere un senatore nella XII, XIII e XIV legislatura.
Venne istituito nel 1993 con la cosiddetta Legge Mattarella (Legge n. 276, Norme per l'elezione del Senato della Repubblica), attuata in seguito al referendum abrogativo del 1993. La legge istituì per la Camera dei deputati e per il Senato della Repubblica un sistema di elezione misto, in parte maggioritario e in parte proporzionale. Il 75% dei parlamentari dell'assemblea veniva eletto in collegi uninominali tramite sistema maggioritario a turno unico; il restante 25% al Senato veniva eletto tramite recupero proporzionale dei più votati non eletti attraverso un meccanismo di calcolo denominato scorporo, cioè sottraendo dal conteggio dei voti totali di una lista nella parte proporzionale i voti ottenuti dai candidati collegati alla medesima lista che erano eletti nei collegi uninominali con il sistema maggioritario.
Il collegio venne abolito insieme a tutti gli altri che costituivano il Senato con la promulgazione della legge elettorale successiva, la cosiddetta Legge Calderoli. Questa prevedeva un sistema proporzionale con premio di maggioranza, che al Senato veniva attribuito a livello regionale.

## Territorio
Il collegio Roma - Trieste era uno dei 21 collegi uninominali in cui era suddiviso il Lazio e, come previsto dal D.Lgs. del 20 dicembre 1993 n. 535, comprendeva i quartieri romani Parioli, Pinciano, Salario e Trieste; la capitale complessivamente contava undici collegi uninominali al Senato.

## Eletti
| Elezione | Elezione | Senatore            | Partito                    |
| -------- | -------- | ------------------- | -------------------------- |
|          | 1994     | Domenico Fisichella | Polo del Buon Governo (AN) |
|          | 1996     | Domenico Fisichella | Polo per le Libertà (AN)   |
|          | 2001     | Domenico Fisichella | Casa delle Libertà (AN)    |

## Dati elettorali

### XII legislatura
|                               | Domenico Fisichella ✔️ Eletto | Polo del Buon Governo        | 72 444  | 45,45 |  |  |  |  |  |
|                               | Maria Teresa Carani           | Progressisti                 | 49 230  | 30,88 |  |  |  |  |  |
|                               | Augusto Fantozzi              | Patto per l'Italia           | 25 144  | 15,77 |  |  |  |  |  |
|                               | Goliarda Sapienza             | Lista Pannella-Riformatori   | 7 234   | 4,54  |  |  |  |  |  |
|                               | Antonina Malvetta in Cauz     | Verdi Federalisti            | 4 537   | 2,85  |  |  |  |  |  |
|                               | Diego Spinelli                | Partito della Legge Naturale | 811     | 0,51  |  |  |  |  |  |
| Totale                        | Totale                        | Totale                       | 159 400 | 100   |  |  |  |  |  |
|                               |                               |                              |         |       |  |  |  |  |  |
| Voti non validi               | Voti non validi               | Voti non validi              | 5 236   | 3,18  |  |  |  |  |  |
| Votanti                       | Votanti                       | Votanti                      | 164 636 | 84,52 |  |  |  |  |  |
| Elettori                      | Elettori                      | Elettori                     | 194 789 |       |  |  |  |  |  |
|                               |                               |                              |         |       |  |  |  |  |  |
| Data: 27-28 marzo 1994        |                               |                              |         |       |  |  |  |  |  |
| Fonte: Ministero dell'interno |                               |                              |         |       |  |  |  |  |  |

### XIII legislatura
|                               | Domenico Fisichella ✔️ Eletto | Polo per le Libertà                     | 74 846  | 48,73 |  |  |  |  |  |
|                               | Gerardo Agostini ✔️ Eletto    | L'Ulivo                                 | 69 059  | 44,96 |  |  |  |  |  |
|                               | Antonio Marzano               | Lista Pannella-Sgarbi                   | 4 423   | 2,88  |  |  |  |  |  |
|                               | Romolo Sabatini Scalmati      | Movimento Sociale Fiamma Tricolore      | 3 989   | 2,60  |  |  |  |  |  |
|                               | Carlo Sacchi                  | Socialista                              | 806     | 0,52  |  |  |  |  |  |
|                               | Camillo Marinelli             | Movimento Popolare della Moralizzazione | 461     | 0,30  |  |  |  |  |  |
| Totale                        | Totale                        | Totale                                  | 153 584 | 100   |  |  |  |  |  |
|                               |                               |                                         |         |       |  |  |  |  |  |
| Voti non validi               | Voti non validi               | Voti non validi                         | 5 626   | 3,53  |  |  |  |  |  |
| Votanti                       | Votanti                       | Votanti                                 | 159 210 | 82,61 |  |  |  |  |  |
| Elettori                      | Elettori                      | Elettori                                | 192 731 |       |  |  |  |  |  |
|                               |                               |                                         |         |       |  |  |  |  |  |
| Data: 21 aprile 1996          |                               |                                         |         |       |  |  |  |  |  |
| Fonte: Ministero dell'interno |                               |                                         |         |       |  |  |  |  |  |

### XIV legislatura
|                               | Domenico Fisichella ✔️ Eletto | Casa delle Libertà                   | 65 796  | 47,31 |  |  |  |  |  |
|                               | Franco Righetti ✔️ Eletto     | L'Ulivo                              | 56 812  | 40,85 |  |  |  |  |  |
|                               | Agostina Ginatempo            | Partito della Rifondazione Comunista | 4 812   | 3,46  |  |  |  |  |  |
|                               | Leo Solari                    | Lista Pannella-Bonino                | 3 559   | 2,56  |  |  |  |  |  |
|                               | Gino Bianchini                | Lista Di Pietro                      | 2 943   | 2,12  |  |  |  |  |  |
|                               | Antonio Donato Fierimonte     | Democrazia Europea                   | 2 664   | 1,92  |  |  |  |  |  |
|                               | Alfio Di Marco                | Fiamma Tricolore                     | 1 301   | 0,94  |  |  |  |  |  |
|                               | Odoardo Gaiba                 | Fronte Nazionale                     | 926     | 0,67  |  |  |  |  |  |
|                               | Silvio Iacomussi              | Forza Nuova                          | 264     | 0,19  |  |  |  |  |  |
| Totale                        | Totale                        | Totale                               | 139 077 | 100   |  |  |  |  |  |
|                               |                               |                                      |         |       |  |  |  |  |  |
| Voti non validi               | Voti non validi               | Voti non validi                      | 4 704   | 3,27  |  |  |  |  |  |
| Votanti                       | Votanti                       | Votanti                              | 143 781 | 77,06 |  |  |  |  |  |
| Elettori                      | Elettori                      | Elettori                             | 186 590 |       |  |  |  |  |  |
|                               |                               |                                      |         |       |  |  |  |  |  |
| Data: 13 maggio 2001          |                               |                                      |         |       |  |  |  |  |  |
| Fonte: Ministero dell'interno |                               |                                      |         |       |  |  |  |  |  |